# Петелин, Евгений Владиленович
Евгений Владиленович Петелин (род. 18 мая 1953, Рига, Латвийская ССР — российский государственный и политический деятель. Представитель Законодательного Собрания Ленинградской области в Совете Федерации от представительного органа власти с 2013 по 2016 год.

## Биография
Родился 18 мая 1953 года в городе Рига Латвийской ССР.
В 1970 году начал трудовую деятельность в Бабочинском гарнизонном Доме офицеров в качестве разнорабочего.
В 1979 году получил диплом Ленинградского института авиационного приборостроения по специальности «радиоинженер»..
После окончания учёбы два месяца в 1979 году работал в управлении КГБ СССР по Ленинградской области инженером хозяйственного отдела.
С 1979 по 1994 год проходил службу в КГБ СССР — ФСБ РФ, дослужился до подполковника.
C 1991 по 1993 год избирался председателем Совета народных депутатов Приозерского района Ленинградской области.
В 1994 году получил специальность «менеджер» в Северо-Западном кадровом центре (в настоящее время — Северо-Западный институт управления).
С 1994 по 1995 год работал в налоговой полиции УФНП по Ленинградской области.
С 1995 по 1997 год работал в Ленинградской областной регистрационной палате в городе Приозерск.
C 1997 по 2005 год занимал должность председателя комитета, руководителя аппарата, вице-губернатора Ленинградской области.
С 2005 по 2013 год работал советником президента ООО «Промышленно-строительная группа ЛСР».
В марте 2007 года избран в качестве депутата Законодательного собрания Ленинградской области от партии «Справедливая Россия», где работал в комиссиях по бюджету и налогам и по экологии и природопользованию.
В 2013 году назначен представителем Законодательного Собрания Ленинградской области в Совете Федерации от представительного органа власти, где входил в комитет Совета Федерации по экономической политике и комиссию Совета Федерации по мониторингу экономического развития.
На позиции сенатора Совета Федерации являлся инициатором шести законопроектов.
В настоящее время занимает пост советника генерального директора ООО «ЛСР».
Увлекается горными лыжами, охотой и рыбалкой. Женат.

## Награды
- Медаль ордена «За заслуги перед Отечеством» II степени (2003 год)[7].